# 그리냐르 시약

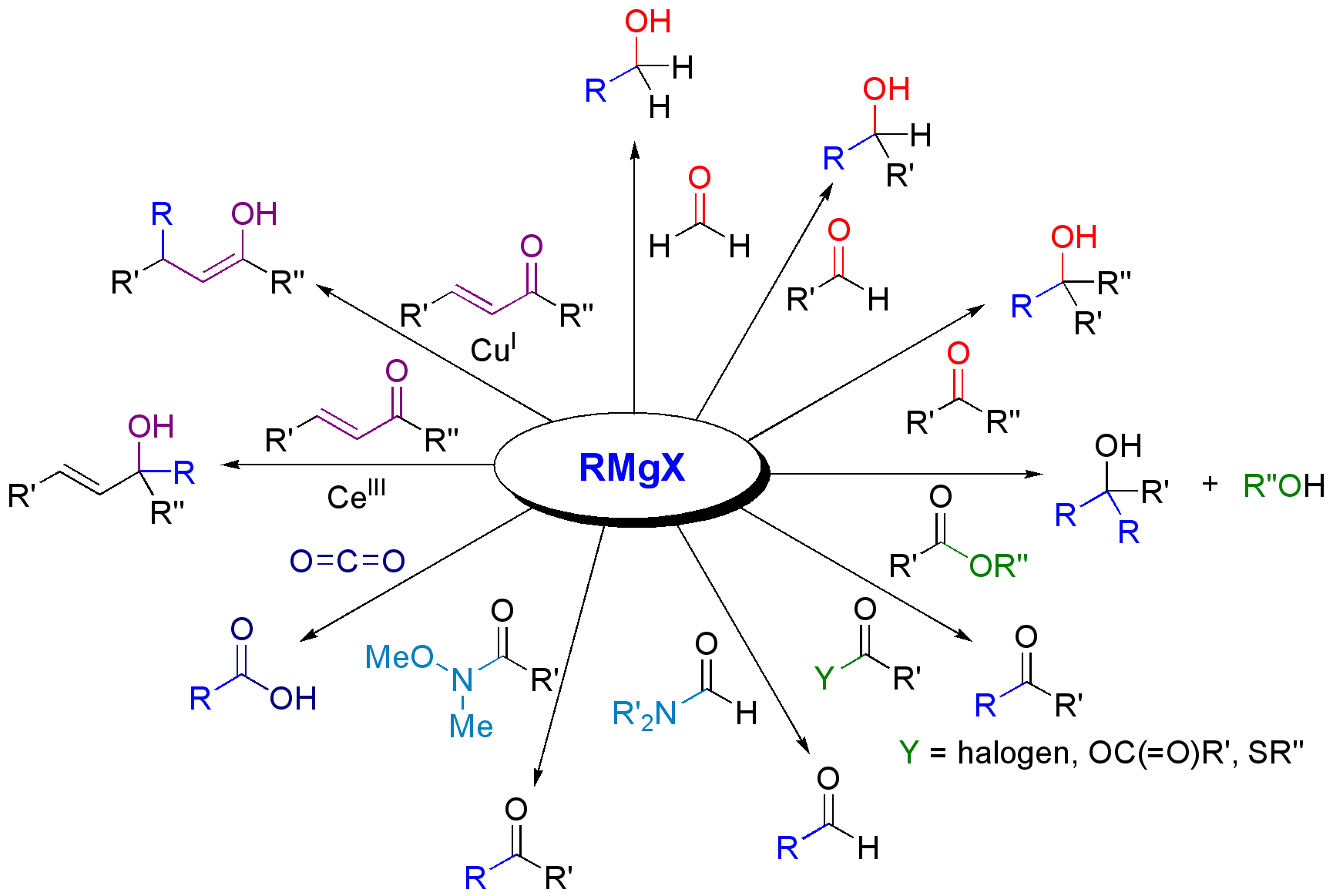
(그림1) 카보닐기의 다른 화합물과의 반응도

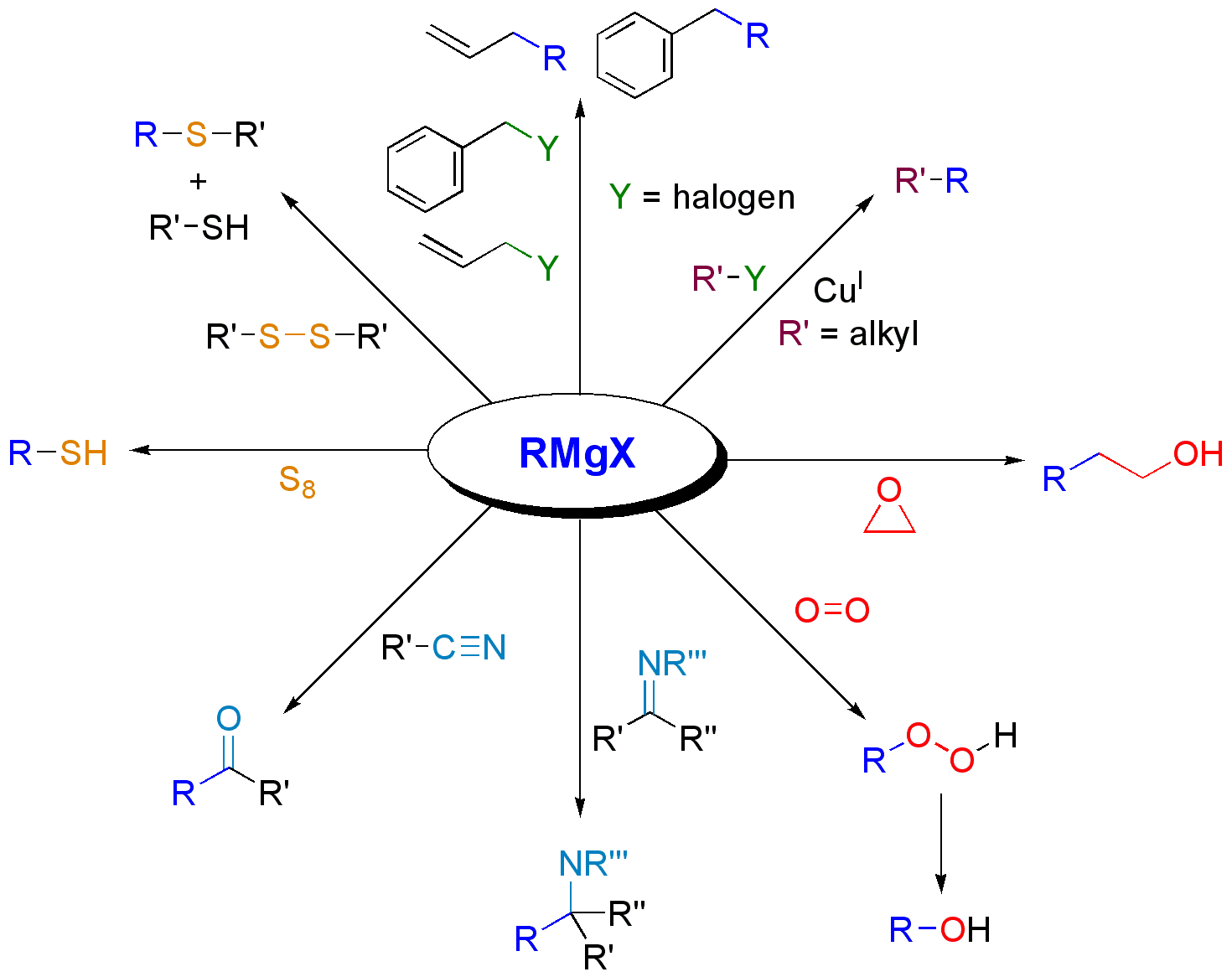
(그림2) 친전자성 물질과의 반응도

그리냐르 시약(Grignard Reagent)은 프랑스의 화학자 빅토르 그리냐르가 발견한 시약으로서 RMgX의 형태로 표시된다. (R은 알킬 혹은 알릴, Mg는 마그네슘, X는 할로젠)
일반적으로 무수 에터 속에서 RX(할로젠 원소와 알킬 혹은 알릴의 합성물)을 마그네슘 금속과 반응하면 생긴다. 이때 반응을 원활하게 하기 위하여 I(아이오딘)를 먼저 Mg(마그네슘)과 반응시켜 Mg의 산화 피막 제거 및 활성화 에너지를 낮춘다. 활성이 매우 강하여 유기합성반응에 중요한 시약으로 사용되며, 에테르 용액 속에서 {\displaystyle 2RMgX\rightleftarrows R_{2}Mg+MgX_{2}}의 평형을 이루어 존재한다.
이때 Mg의 비어있는 전자궤도(오비탈)에 에터 속의 산소의 비공유전자쌍이 관여해있으며 물, 이산화탄소와도 반응한다. 또한 카보닐기의 다른 화합물과의 반응으로 그림1.과 같은 여러 가지 물질들을 합성해낼 수 있다. 또한, 친전자성의 물질과도 반응하여 그림2.와 같이 여러 가지 합성이 가능하다.
그리냐르 시약은 비탄소원자공유결합을 생성해내는데에도 사용된다. 특히 R이 페닐기일 경우에는 biphenyl(2개의 페닐의 연결화합물)이나 Triphenyl Carbinol(3개의 페닐에 -OH기가 달린 화합물)의 합성도 이루어지는데 후자의 경우에는 많은 화학공학계열에서 다루는 학부기초실험으로 그리냐르 합성의 원리를 이해하는 데 도움이 되고 있다.